# 3-я гвардейская кавалерийская дивизия
3-я гвардейская кавалерийская Кубанско-Мозырская Краснознамённая ордена Суворова дивизия (3-я гв. кд) — воинское соединение в РККА Советских Вооружённых Сил Союза Советских Социалистических Республик.

## История
Дивизия сформирована в июле 1941 г. в Северо-Кавказском военном округе как 50-я кавалерийская дивизия. В составе дивизии было много казаков из кубанских станиц, однако младший и средний командный состав был призван из запаса. Формирование дивизии осуществлялось в кратчайшие сроки, уже в 20-х числах июля 50-я кд (вместе с 53-й кд, сформированной так же быстро) приняла участие в Смоленском сражении в составе оперативной группы генерала Хоменко.
В августе 50-я и 53-я кавалерийские дивизии были объединены под командованием полковника Доватора. Кавгруппа Доватора многократно отличилась в боях, совершала дерзкие рейды по тылам противника и упорно обороняла важнейшие направления. 26 ноября, за проявленную отвагу в боях с немецкими захватчиками, за стойкость, мужество и героизм личного состава, 50-я кавалерийская дивизии была преобразована в 3-ю гвардейскую кавалерийскую дивизию.
«Приказом наркома обороны СССР от 26 ноября 1941 года 3-й кавалерийский корпус был преобразован во 2-й гвардейский, а 50-я и 53-я кавалерийские дивизии за проявленное мужество и боевые заслуги их личного состава в числе первых были преобразованы в 3-ю и 4-ю гвардейские кавалерийские дивизии соответственно. 2-й гвардейский кавкорпус, в котором воевали казаки Кубани и Ставрополья, вел бои в составе 5-й армии. 11 декабря 1941 года кавкорпусу была поставлена задача перекрыть дорогу Руза — Новопетровский, выйти в тыл противнику и содействовать наступлению наших войск на Рузу. Казаки-гвардейцы в течение недели вели наступательные бои, освобождая деревни и села Подмосковья. Они выполнили поставленную задачу, уничтожив свыше тысячи гитлеровцев и захватив большие трофеи.
19 декабря корпусу была поставлена новая задача — перерезать противнику путь отхода по Можайскому шоссе. Она тоже была выполнена, но во время одной из атак погиб командир корпуса генерал-майор Л. М. Доватор. 21 декабря ему посмертно было присвоено звание Героя Советского Союза. В командование корпусом вступил генерал-майор И. А. Плиев.
Все уцелевшие в ходе тяжелейших боев в первом периоде войны казачьи кавалерийские соединения Северного Кавказа (50-я и 53-я кавдивизии, 4-й Кубанский и 5-й Донской кавкорпуса) стали гвардейскими и с честью пронесли это звание до конца Великой Отечественной войны. Из девяти дивизий, сформированных из лиц призывного возраста в 1941 году, только две — 50-я кубанская (3-я гвардейская) и 53-я (4-я гвардейская), сформированная из казаков Кубани и Ставрополья, сохранили свой статус и пронесли его через огненные годы войны. Остальные казачьи кавалерийские соединения Кубани ввиду тяжелейших потерь в 1941 — начале 1942 года были расформированы и обращены на укомплектование вновь сформированных кавсоединений. После ранений или расформирования кавалерийских частей и соединений казаки Кубани чаще всего направлялись для пополнения соединений 17-го кавалерийского (4-го гвардейского Кубанского) корпуса, который с 1942 года являлся базовой основой кубанских казачьих кавалерийских дивизий.» (подполковник запаса Г. М. Курков)

## Командование
В период Великой Отечественной войны дивизией командовали:
- 26.11.1941 — 30.12.1941 Плиев, Исса Александрович, ген.-майор
- 01.01.1942 — 28.02.1942 Картавенко, Андрей Маркович, подполковник
- 01.03.1942 — ??.12.1945 Ягодин, Михаил Данилович, полковник, с 22.02.1943 — ген.-майор
- ??.12.1946 — ??.05.1948 Камков, Фёдор Васильевич, генерал-лейтенант

## Состав
| 50-я кавалерийская дивизия: - 37-й, 43-й и 47-й кавалерийские полки - 33-й бронетанковый эскадрон (без матчасти) - 5-й конно-артиллерийский дивизион - 5-й артиллерийский парк - 1-й саперный эскадрон - 2-й отд. эскадрон связи - 50-й отд. эскадрон химической защиты - 97-й дивизионный ветеринарный лазарет - 743-я полевая почтовая станция - 1120-я полевая касса Госбанка | Новая нумерация частям дивизии присвоена 25 февраля 1942 г.: - 9-й гвардейский кавалерийский полк; - 10-й гвардейский кавалерийский полк (расформирован 10.03.1943, а 14-й гв. кп переименован в 10-й) - 12-й гвардейский кавалерийский полк; - 14-й гвардейский кавалерийский полк (до 10.03.1943); - 1-й особый кавалерийский полк (с 05.12.1941 по 15.12.1941) - 82-й кавалерийский полк (с 15.12.1941 по 06.02.1942) - 160-й танковый полк (с 18.07.1943) - 179-й гвардейский артиллерийско-минометный полк (3-й гвардейский конно-артиллерийский дивизион) - 53-й отдельный гвардейский дивизион ПВО (озад, зенбатр) - 179-й (3-й) гвардейский артиллерийский парк - 3-й отдельный гвардейский разведывательный эскадрон (3-й гвардейский разведывательный дивизион) - 4-й отдельный гвардейский саперный эскадрон - 3-й отдельный гвардейский эскадрон связи - 7-й отдельный медико-санитарный эскадрон - 4-й гвардейский эскадрон химической защиты - 1-й продовольственный транспорт - 2-й взвод подвоза ГСМ - 5-й дивизионный ветеринарный лазарет - 743-я полевая почтовая станция - 1127-я полевая касса Государственного банка |

Перечень № 6: Кавалерийские, танковые, воздушно-десантные дивизии и управления артиллерийских, зенитно-артиллерийских, минометных, авиационных и истребительных дивизий, входивших в состав действующей армии в годы Великой Отечественной войны 1941—1945 гг. / А. П. Покровский. — М.: Министерство обороны, 1965. — 77 с.

## Подчинение
Периоды вхождения в состав Действующей армии:
- с 23.07.1941 по 26.11.1941 (50-я кд)
- с 26.11.1941 по 16.2.1942
- с 17.07.1942 по 23.01.1943
- с 12.02.1943 по 30.04.1943
- с 18.07.1943 по 09.05.1945

50-я кавалерийская дивизия:
| Дата       | Фронт (округ)  | Армия      | Корпус                   | Примечания                                                                                  |
| ---------- | -------------- | ---------- | ------------------------ | ------------------------------------------------------------------------------------------- |
| июль 1941  | Западный фронт |            | -                        | Оперативные группы Хоменко и Масленникова                                                   |
| 01.08.1941 | Западный фронт | 29-я армия | «Кавгруппа (50 и 53 кд)» | в начале августа 50 и 53 кд — в составе группы Масленникова, затем ОКГ Селиванова, Доватора |
| 01.09.1941 | Западный фронт | 29-я армия | Кавгруппа Доватора       | в течение месяца кавгруппа переходит из 29 А во фронтовое подчинение                        |
| 01.10.1941 | Западный фронт | -          | Кавгруппа Доватора       | с 15.10 кавгруппа подчинена 16 А                                                            |
| 01.11.1941 | Западный фронт | 16-я армия | Кавгруппа Доватора       | с 26.11 — 3-я гв. кд во 2-м кв. кк                                                          |

3-я гвардейская кавалерийская дивизия:
| Дата                      | Фронт (округ)                        | Армия      | Корпус                               | Примечания |
| ------------------------- | ------------------------------------ | ---------- | ------------------------------------ | ---------- |
| 01.12.1941                | Западный фронт                       | 16-я армия | 2-й гвардейский кавалерийский корпус | -          |
| 01.01.1942                | Западный фронт                       | 16-я армия | 2-й гвардейский кавалерийский корпус | -          |
| 01.02.1942                | Западный фронт                       | 20-я армия | 2-й гвардейский кавалерийский корпус | -          |
| 01.03.1942                | Резерв Верховного Главнокомандования |            | 2-й гвардейский кавалерийский корпус | -          |
| 01.04.1942                | Резерв Верховного Главнокомандования |            | 2-й гвардейский кавалерийский корпус | -          |
| 01.05.1942                | Резерв Верховного Главнокомандования |            | 2-й гвардейский кавалерийский корпус | -          |
| 01.06.1942                | Резерв Верховного Главнокомандования |            | 2-й гвардейский кавалерийский корпус | -          |
| 01.07.1942                | Западный фронт                       |            | 2-й гвардейский кавалерийский корпус | -          |
| 01.08.1942                | Западный фронт                       |            | 2-й гвардейский кавалерийский корпус | -          |
| 01.09.1942                | Западный фронт                       |            | 2-й гвардейский кавалерийский корпус | -          |
| 01.10.1942                | Западный фронт                       |            | 2-й гвардейский кавалерийский корпус | -          |
| 01.11.1942                | Западный фронт                       |            | 2-й гвардейский кавалерийский корпус | -          |
| 01.12.1942                | Западный фронт                       |            | 2-й гвардейский кавалерийский корпус | -          |
| 01.01.1943                | Западный фронт                       |            | 2-й гвардейский кавалерийский корпус | -          |
| 01.02.1943                | Резерв Верховного Главнокомандования |            | 2-й гвардейский кавалерийский корпус | -          |
| 01.03.1943                | Центральный фронт                    |            | 2-й гвардейский кавалерийский корпус | -          |
| 01.04.1943                | Центральный фронт                    | 65-я армия | 2-й гвардейский кавалерийский корпус | -          |
| 01.05.1943                | Центральный фронт                    |            | 2-й гвардейский кавалерийский корпус | -          |
| 01.06.1943                | Степной фронт                        |            | 2-й гвардейский кавалерийский корпус | -          |
| 01.07.1943                | Резерв Верховного Главнокомандования |            | 2-й гвардейский кавалерийский корпус | -          |
| 01.08.1943                | Брянский фронт                       |            | 2-й гвардейский кавалерийский корпус | -          |
| 01.09.1943                | Брянский фронт                       |            | 2-й гвардейский кавалерийский корпус | -          |
| 01.10.1943                | Брянский фронт                       |            | 2-й гвардейский кавалерийский корпус | -          |
| 01.11.1943                | Белорусский фронт                    | 65-я армия | 2-й гвардейский кавалерийский корпус | -          |
| 01.12.1943                | Белорусский фронт                    | 61-я армия | 2-й гвардейский кавалерийский корпус | -          |
| 01.01.1944                | Белорусский фронт                    | 65-я армия | 2-й гвардейский кавалерийский корпус | -          |
| 01.02.1944                | Белорусский фронт                    | 65-я армия | 2-й гвардейский кавалерийский корпус | -          |
| 01.02.1944                | 2-й Белорусский фронт                | 61-я армия | 2-й гвардейский кавалерийский корпус | -          |
| 01.03.1944                | 2-й Белорусский фронт                | 61-я армия | 2-й гвардейский кавалерийский корпус | -          |
| 01.04.1944                | 2-й Белорусский фронт                |            | 2-й гвардейский кавалерийский корпус | -          |
| 01.05.1944 и до конца ВОВ | 1-й Белорусский фронт                |            | 2-й гвардейский кавалерийский корпус | -          |

## Награды и почётные наименования
- 26 ноября 1941 года —  «Гвардейская» — почетное звание присвоено приказом НКО СССР № 342 от 26 ноября 1941 года за проявленные в боях с немецко-фашистскими захватчиками отвагу, стойкость, мужество и героизм личного состава. Дивизия преобразована в 3-ю гвардейскую кавалерийскую дивизию.
- Кубанская — (наименование — от места формирования).
- 15 января 1944 года — Мозырская — почётное наименование присвоено приказом ВГК № 07 от 15 января 1944 года за отличие в боях с немецкими захватчиками за освобождение городов Мозырь и Калинковичи
- 19 февраля 1945 года —  Орден Красного Знамени — награждена Указом Президиума ВС СССР от 19 февраля 1945 года за образцовое выполнение заданий командования в боях с немецкими захватчиками, за овладение городами: Лодзь, Кутно, Томашув (Ромашов), Гостынин, Ленчица и проявленные при этом доблесть и мужество[2]
- 26 апреля 1945 года —  Орден Суворова II степени — награждена Указом Президиума ВС СССР от 26 апреля 1945 года за образцовое выполнение заданий командования в боях с немецкими захватчиками при овладении городами Штаргард, Наугард, Польцин и проявленные при этом доблесть и мужество.[3]

Награды частей дивизии:
- 9-й гвардейский кавалерийский Седлецкий[4] Краснознаменный[5] полк;
- 10-й гвардейский кавалерийский Краснознаменный[6] полк
- 12-й гвардейский кавалерийский Краснознаменный[6] ордена Александра Невского[7] полк;
- 160-й танковый Рогачевский[8] Краснознаменный[7] полк
- 179-й гвардейский артиллерийско-минометный Краснознаменный[6] ордена Александра Невского[7] полк.

## Отличившиеся воины
| Награда | Ф. И. О.                        | Должность                                                                                    | Звание                    | Дата награждения                 | Примечания |
| ------- | ------------------------------- | -------------------------------------------------------------------------------------------- | ------------------------- | -------------------------------- | --- |
|         | Антонец, Никита Степанович      | Командир взвода 12-го гвардейского кавалерийского полка                                      | Лейтенант                 | 18.05.1943                       | Звание Героя Советского Союза получил за бой 2 марта 1943 года в районе села Вовна Шосткинского района Сумской области |
|         | Блинов, Иван Алексеевич         | Командир взвода 12-го гвардейского кавалерийского полка                                      | Старший лейтенант ВС СССР | 31.05.1945                       | Звание Героя Советского Союза получил за бои с 15 февраля по 5 марта 1945 года в ходе Восточно-Померанской операции |
|         | Иванов, Николай Андреевич       | Наводчик станкового пулемёта 12-го гвардейского кавалерийского полка                         | Рядовой                   | 31.05.1945                       | Звание Героя Советского Союза получил за бои с 31 января по 10 марта 1945 года в том числе у населенного пункта Фледерборн (ныне Подгае, 7 км южнее города Оконек, Польша)                                                                                               |
|         | Иванов, Фёдор Иванович          | Помощник командира взвода разведки 9-го гвардейского кавалерийского полка                    | Сержант                   | 31.05.1945                       | Звание Героя Советского Союза получил за бои и разведвыходы с 28 января по 20 февраля 1945 года в том числе в городе Полчин-Здруй (Польша) |
|         | Королёв, Василий Александрович  | Сабельник 9-го гвардейского кавалерийского полка                                             | Рядовой                   | 31.05.1945                       | Звание Героя Советского Союза получил в начале марта 1945 года за бои на территории Польши при освобождении ряда населенных пунктов, расположенных юго-западнее города Щецинек (Польша).                                                                                 |
|         | Костюк, Андрей Васильевич       | Командир минометной батареи 12-го гвардейского кавалерийского полка                          | Капитан                   | 31.05.1945                       | Звание Героя Советского Союза получил за бои с 31 января по 2 марта 1945 года в том числе у населенного пункта Фледерборн (ныне Подгае, 7 км южнее города Оконек, Польша)                                                                                                |
|         | Кучеров, Пётр Владимирович      | Командир пулемётного расчёта эскадрона 12-го гвардейского кавалерийского полка               | Сержант                   | 24.03.1945                       | Звание Героя Советского Союза получил за бой 1 февраля 1945 года в районе Фледерборна |
|         | Левенец, Егор Михайлович        | Механик-водитель танка 160-го танкового полка                                                | Старшина                  | 31.05.1945                       | Звание Героя Советского Союза получил за бой 3 февраля 1945 года в населённом пункте Валлахзее в районе города Щецинек |
|         | Неткалиев, Ерденбек Неткалиевич | Командир сабельного эскадрона 12-го гвардейского кавалерийского полка                        | Капитан                   | 24.03.1945                       | Звание Героя Советского Союза получил за бои с 31 января по 2 марта 1945 года в том числе у населенного пункта Фледерборн (ныне Подгае, 7 км южнее города Оконек, Польша)                                                                                                |
|         | Панихидников, Андрей Алексеевич | Командир сабельного взвода 12-го гвардейского кавалерийского полка                           | Старший лейтенант ВС СССР | 24.03.1945                       | Звание Героя Советского Союза получил за бои с 31 января по 2 марта 1945 года в том числе у населенного пункта Фледерборн (ныне Подгае, 7 км южнее города Оконек, Польша)                                                                                                |
|         | Селивантьев, Фёдор Григорьевич  | Командир сабельного эскадрона 9-го гвардейского кавалерийского полка                         | Старший лейтенант ВС СССР | 15.05.1946                       | Звание Героя Советского Союза получил за бои с 22 — 25 апреля 1945 года при форсировании реки Шпрее и штурме крупного опорного пункта противника города Шторков (земля Бранденбург, район Одер-Шпрее, юго-восточнее Берлина)                                             |
|         | Сергеев, Александр Тимофеевич   | Командир сабельного эскадрона 9-го гвардейского кавалерийского полка                         | Капитан                   | 31.05.1945                       | Звание Героя Советского Союза получил за бой 23 апреля 1945 года при взятии города Фюрстенвальде (юго-восточнее Берлина). |
|         | Сизов, Борис Иванович           | Помощник начальника политического отдела дивизии по работе среди комсомольцев                | Старший лейтенант ВС СССР | 15.05.1946                       | Звание Героя Советского Союза получил за бой 10 марта 1945 года на территории Польши с отступающими на запад солдатами и офицерами дивизии СС |
|         | Смирнов, Дмитрий Михайлович     | Командир взвода управления батареи 179-го гвардейского артиллерийско-миномётного полка       | Лейтенант                 | 26.10.1944                       | Звание Героя Советского Союза получил за бой 20 июля 1944 года в районе деревни Забуже к северо-западу от Бялы-Подляски |
|         | Талалаев, Василий Иванович      | Снайпер 12-го гвардейского кавалерийского полка                                              | Рядовой                   | 31.05.1945                       | Звание Героя Советского Союза получил за бои 2 — 3 марта 1945 года в боях у железнодорожной станции Ойленбург, (Польша) уничтожил расчёты нескольких огневых точек. 22 апреля 1945 года погиб в бою, имея на боевом счету более 200 убитых солдат и офицеров противника. |
|         | Турчин, Василий Фёдорович       | Командир пулемётного расчёта 12-го гвардейского кавалерийского полка                         | Сержант                   | 31.05.1945                       | Звание Героя Советского Союза получил за бой 22 апреля 1945 года во время штурма Берлина. |
|         | Устинов, Александр Данилович    | Командир орудия 10-го гвардейского кавалерийского полка                                      | Сержант                   | 31.05.1945                       | Звание Героя Советского Союза получил за бои 1-2 февраля 1945 года в боях под городом Ландек |
|         | Филько, Иван Яковлевич          | Командир сабельного эскадрона 12-го гвардейского кавалерийского полка                        | Старший лейтенант ВС СССР | 31.05.1945                       | Звание Героя Советского Союза получил за бой 22 апреля 1945 года во время штурма Берлина. |
|         | Белкин, Марк Алексеевич         | пулеметчик 12-го гвардейского кавалерийского полка                                           | Сержант                   | 08.08.1944 12.03.1945 15.05.1946 | |
|         | Жоров, Андрей Андреевич         | пулеметчик 10-го гвардейского кавалерийского полка                                           | Рядовой                   | 09.08.1944 12.03.1945 15.05.1946 | |
|         | Корчагин, Андрей Дмитриевич     | Пулеметчик 10-го гвардейского кавалерийского полка                                           | Старший сержант           | 05.12.1943 12.03.1945 15.05.1946 | |
|         | Овчаренко, Иван Андреевич       | Разведчик 10-го гвардейского кавалерийского полка                                            | Старшина                  | 08.08.1944 08.04.1945 15.05.1946 | |
|         | Побызаков, Михаил Степанович    | Помощник командира взвода батареи 45-мм орудий 9-го гвардейского кавалерийского полка        | Старшина                  | 05.12.1943 25.03.1945 15.05.1946 | |
|         | Растяпин, Иван Михайлович       | Командир отделения управления эскадрона 12-го гвардейского кавалерийского полка              | Старший сержант           | 05.12.1943 25.03.1945 15.05.1946 | |
|         | Сердюков, Сергей Яковлевич      | Командир сабельного отделения 10-го гвардейского кавалерийского полка                        | Старший сержант           | 05.12.1943 02.09.1944 06.04.1945 | |
|         | Шарапов, Гурдоржи Султумович    | Командир расчета 76-мм орудия артиллерийской батареи 10-го гвардейского кавалерийского полка | Сержант                   | 13.08.1944 17.07.1945 02.01.1990 | |